# MXML
MXML és un llenguatge descriptiu desenvolupat inicialment per Macromedia fins al 2005 per a la plataforma FLEX d'Adobe.
MXML es basa en XML i el seu acrònim és "Multimedia eXtensible Markup Language".
Llenguatge que descriu interfícies d'usuari, crea models de dades i té accés als recursos del servidor, del tipus RIA (Rich Internet Application).
MXML té una major estructura sobre la base d'etiquetes, similar a HTML, però amb una sintaxi menys ambigua, proporciona una gran varietat i inclusivament permet estendre etiquetes i crear els seus propis components.

## Exemple de codi font
Exemple de programa hola món:
```
<?xml version="1.0" encoding="utf-8"?>

<mx:Application
 
xmlns:mx=
"http://www.adobe.com/2006/mxml"
 

 
layout=
"absolute"
 
backgroundGradientColors=
"[#000011, #333333]"
>

 
<mx:Label
 
text=
"Hello World!"
 
verticalCenter=
"0"
 
horizontalCenter=
"0"
 
fontSize=
"48"
 
letterSpacing=
"1"
>

 
<mx:filters>

 
<mx:GlowFilter
 
color=
"#ffffdd"
/>

 
</mx:filters>

 
</mx:Label>

</mx:Application>

```